# ラスケーラ (チーズ)

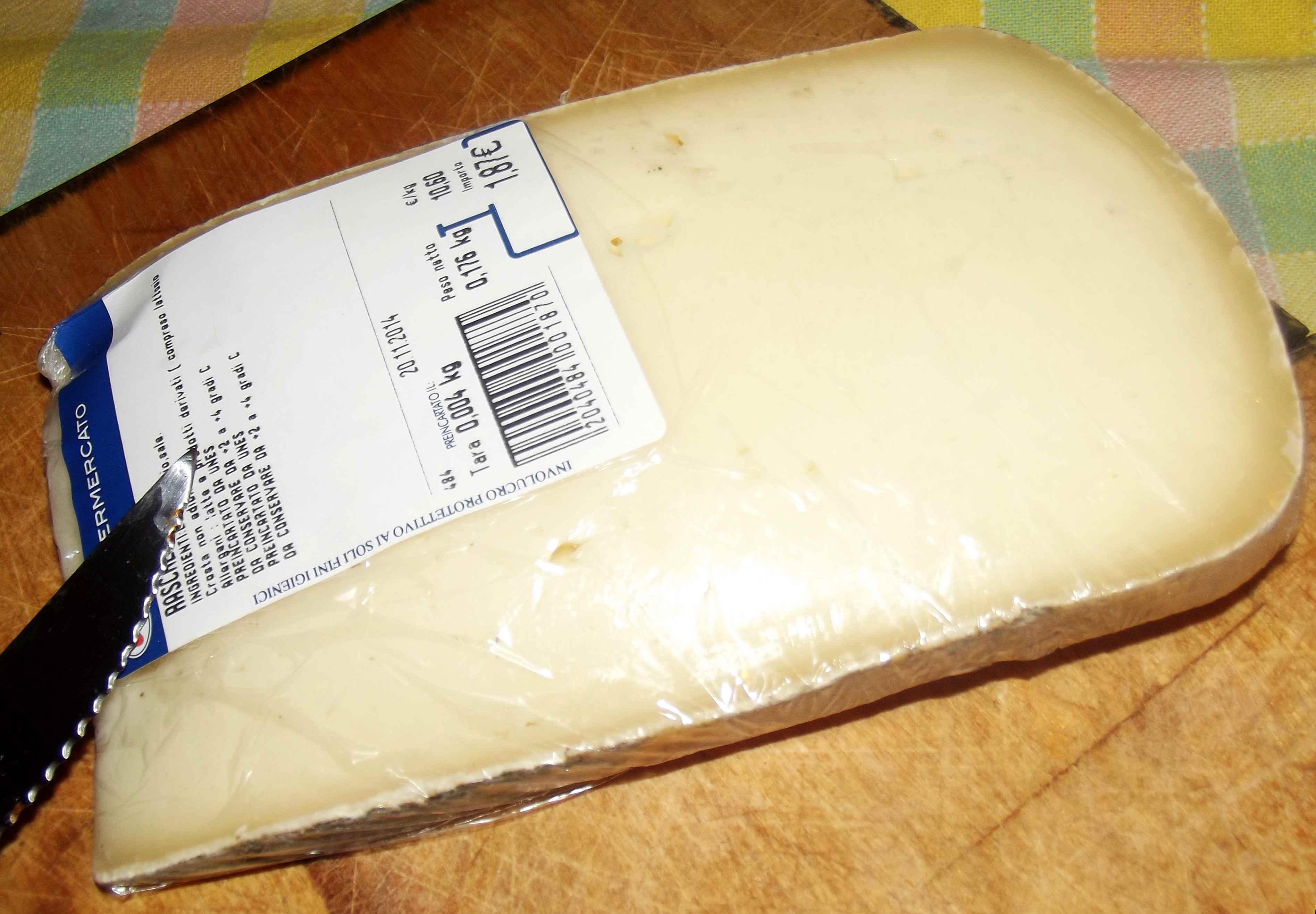
スライスされたラスケーラ

ラスケーラ（イタリア語: Raschera）は、イタリア・ピエモンテ州クーネオ県で作られているD.O.P.チーズ。

## 概要
セミハードタイプの牛乳チーズだが、少量ならば羊乳や山羊乳を使用することは認められている。
チーズの形状は、重さ5キログラムから8キログラムの丸形と、7キログラムから10キログラムの角形とがある。角形は日本の座布団にもたとえられるような形状をしている。これは、ラバの背中に乗せて運搬するための形状であり、こちらのほうが主流となっている。ラスケーラの産地は、周囲を2000メートル級の山々に囲まれた土地であり、農耕には不向きで、山間のわずかな平地で家畜を飼ってラスケーラを作っていた。そのラスケーラは山のふもとの村で生活必需品との交易に用いられていたが、交易の際に荷物をラバに背負わせて運ばせるため、ラバの背に積みやすくするよう角形になった。
熟成期間はハードタイプのチーズにしては短く、1か月から3か月。外皮は薄く、色合いは灰色を帯びた赤色か黄ばんだ色をしている。生地には弾力があり、乳白色か象牙色をしている。熟成が若いうちはバターのような滑らかな食感でミルクの甘みを感じる穏やかな味がするが、熟成につれてコクとともに塩気と辛味が増す。
テーブルチーズとして食される他、パスタのソースにも用いられる。熟成を進ませたものを野菜のスープ煮に入れることも。

## ダルペッジョ
ラスケーラ・ダルペッジョ、ラスケーラ・ディ・アルペッジョ、ラスケーラ・ディ・アルペッジオ（Raschera d'alpeggio）は、クーネオ県の中でも標高900メートル以上の特定の9つの村（コムーネ）で夏に作られたラスケーラ。「ディ・アルペッジョ」は「高地牧場製の」の意。
同じ乳牛から採れる牛乳でも、環境によって乳の質が変わり、チーズの味も一定ではないが、この地域で夏に撮れる牛乳から作られるラスケーラは別格とされている。
ラスケーラ・ダルペッジョの生産が許可されている村（コムーネ）は以下の9つ。
- オルメーア
- ガレッシオ
- パンパラート

- フラボーザ・ソプラーナ
- フラボーザ・ソッターナ
- マリアーノ・アルピのオルメーア隣接地域

- モンタルド・ディ・モンドヴィ
- ロッカフォルテ・モンドヴィ
- ロブレント